# 脇永達也
胁永达也（日语：／ Wakinaga Tatsuya，1965年1月7日—），日本男子帆船运动员。他曾代表日本参加1986年亚洲运动会帆船比赛，获得一枚铜牌。他也曾参加1984年和1988年夏季奥林匹克运动会。